# Thomas (album)
Thomas er debutalbummet fra den danske popsanger Thomas Helmig, der blev udgivet den 21. marts 1985 på Genlyd. Albummet solgte 15.000 eksemplarer. "Fed lykke" var oprindeligt indspillet af Gasolin' til filmen Prins Piwi (1974), og blev af Gasolin' udsendt som single i 1973.

## Spor
| #  | Titel                          | Tekst                                            | Musik                      | Længde |
| -- | ------------------------------ | ------------------------------------------------ | -------------------------- | ------ |
| 1. | "Fed lykke"                    | Flemming Quist Møller, Thomas Helmig, Kim Sagild | Møller                     | 4:10   |
| 2. | "Læg dig her ved siden af mig" | Helmig                                           | Helmig, Peter A.G. Nielsen | 4:22   |
| 3. | "Langt ude"                    | Helmig                                           | Helmig, J. Tønder          | 4:36   |
| 4. | "Du vil videre"                | Helmig                                           | Helmig                     | 3:56   |
| 5. | "Lang tid siden"               | Helmig                                           | Helmig, J. Wuzznip         | 4:06   |
| 6. | "Det går over"                 | Helmig                                           | Helmig                     | 4:14   |
| 7. | "Det er nat nu"                | Helmig, Sagild                                   | Helmig                     | 4:05   |
| 8. | "Et sted derude"               | Helmig, Sagild                                   | Helmig                     | 4:32   |
| 9. | "Når musikken holder op"       | Helmig, Sagild                                   | Helmig                     | 4:53   |

## Medvirkende
- Kim Sagild – producer, guitar, guitar-synth, keyboards, percussion, kor, bas (spor 7 og 9)
- Tom Andersen – teknik
- Johannes Stærk – teknik, yderligere keyboards (spor 1 og 7)
- Thomas Helmig – sang, keyboards
- Mads Michelsen – trommer, percussion, keyboards (spor 7)
- Per Chr. Frost – bas
- Jesper Mardahl – yderligere bas (spor 6)
- Claes Antonsen – percussion (spor 7)
- Mek Pek – sang (spor 6)
- Niels Mathiasen – tenorsaxofon
- Kenneth Agerholm – trombone
- Ole Hansen – trumpet
- Søs Fenger – kor, backing-lead (spor 2)
- Tamra Rosanes – kor
- Nanna – kor, korarrangementer
- H-27 All Stars – kor (spor 9)